# 中山千桂子
中山 千桂子（なかやま ちかこ、1971年11月21日 - ）は、日本のフリーアナウンサー。元JRT四国放送のアナウンサー。愛知県小牧市出身。

## 来歴
- 富山大学人文学部卒業。
- 1996年4月1日JRTに入社。
- 2002年結婚。
- 2023年3月31日を以てJRTを退職[3]。

## 人物
- 身長は171cmと長身[2]。
- 2015年9月時点で「奇跡の43歳」を自称していた[2]。
- 大学時代はワンダーフォーゲル部（登山部）に所属[4]。
- 大学時代には北アルプスを縦走し、南アルプス・八ヶ岳・富士山を踏破する[4]。
- 大学時代の夏休み1か月間は、標高およそ3000メートルの場所に位置する山小屋を拠点に生活した[4]。
- ワンダーフォーゲル部の5～6人のパーティーで、立山から槍ヶ岳まで縦走した[4]。
- 大学時代の2年間に渡り、アメリカへ留学していた経験を持つ。
- オシャレ番長、およびオシャレクイーンと呼ばれている。
- 趣味はテレビのバラエティ番組やお笑い番組を観ることで、特技は阿波踊りである。
- 好きな食べ物はチョコレート。
- 好きな言葉は「人生で今日が一番若い」。

## 過去の出演番組

### 四国放送在籍時代

#### テレビ番組
- フォーカス徳島
- 530フォーカス徳島
- 金曜ほっとスタジオ
- 徳島マネー情報
- 週刊あわのかわらばん
- くらしの情報
- 情報ナイト
- ヒルとく情報
- くらしのインフォメーション
- 秘密のケンミンSHOW辞令は突然に…（讀賣テレビ放送制作）（2015年6月11日）
- 情報ライブ ミヤネ屋（讀賣テレビ放送制作）（2015年9月15日、讀賣テレビ放送アナウンサー林マオの代役）
- ZIP!徳島ローカルパート枠（不定期）
- 徳島新聞ニュース（不定期）
- ゴジカル!金曜日MC

#### ラジオ番組
- 午後はこれからはりきりワイド
- 日の出ミュージックグラフ
- ふるさとラジオ小説
- バンリク(金曜日)
- となりのラジオ（月曜日）
- あわ紳士録
- 中山千桂子のマイフェイバリット
- 歌のない歌謡曲

## 同期入社アナウンサー
- 物部純子